# Hexapopha gunma
Espèce
Hexapopha gunma est une espèce d'araignées aranéomorphes de la famille des Oonopidae.

## Distribution
Cette espèce est endémique du Pará au Brésil,. Elle se rencontre vers Santa Bárbara do Pará, Belém et Barcarena.

## Description
Le mâle holotype mesure 1,49 mm.

## Systématique et taxinomie
Cette espèce a été décrite en 2023 par Níthomas M. Feitosa (d), Ricardo Ott & Alexandre B. Bonaldo (d).

## Étymologie
Son nom d'espèce lui a été donné en référence au lieu de sa découverte, le parc écologique de Gunma.

## Publication originale
- (en) Níthomas M. Feitosa, Ricardo Ott et Alexandre B. Bonaldo, « Meeting the southern brothers: a revision of the Neotropical spider genus Hexapopha Platnick, Berniker & Víquez, 2014 (Araneae, Oonopidae) », Zootaxa, Auckland, no 5329(1),‎ 11 août 2023, p. 1-150 (ISSN 1175-5326, e-ISSN 1175-5334, DOI 10.11646/zootaxa.5329.1.1).